# Инаугурация Франклина Пирса
Инаугурация Франклина Пирса в качестве 14-го Президента США состоялась 4 марта 1853 года. Одновременно к присяге был приведён Уильям Руфус Кинг как 13-й вице-президент США. Президентскую присягу проводил Председатель Верховного суда США Роджер Брук Тони, а присягу вице-президента принимал консул США в Гаване Уильям Шарки. 
Пирс был первым президентом США, который произнёс свою инаугурационную речь по памяти, сказал «заявляю», а не «клянусь» при принятии присяги, а также принял решение не проводить инаугурационный бал, ввиду недавней смерти своего сына. Больной туберкулёзом, Уильям Кинг находился в Гаване на испанской Кубе, пытаясь выздороветь в более тёплом климате, и не смог прибыть в Вашингтон, чтобы принять присягу 4 марта. Специальным актом Конгресса ему было разрешено принять присягу за пределами Соединённых Штатов, и он был приведён к присяге 24 марта 1853 года. Он был единственным вице-президентом, который был приведён к присяге, находясь в другой стране. Кинг умер через 45 дней после начала исполнения обязанностей вице-президента, и должность оставалась вакантной, поскольку не было конституционного положения, которое позволяло бы занимать должность вице-президента; это впоследствии стало регулироваться Двадцать пятой поправкой, вступившей в силу в 1967 году.

## Галерея

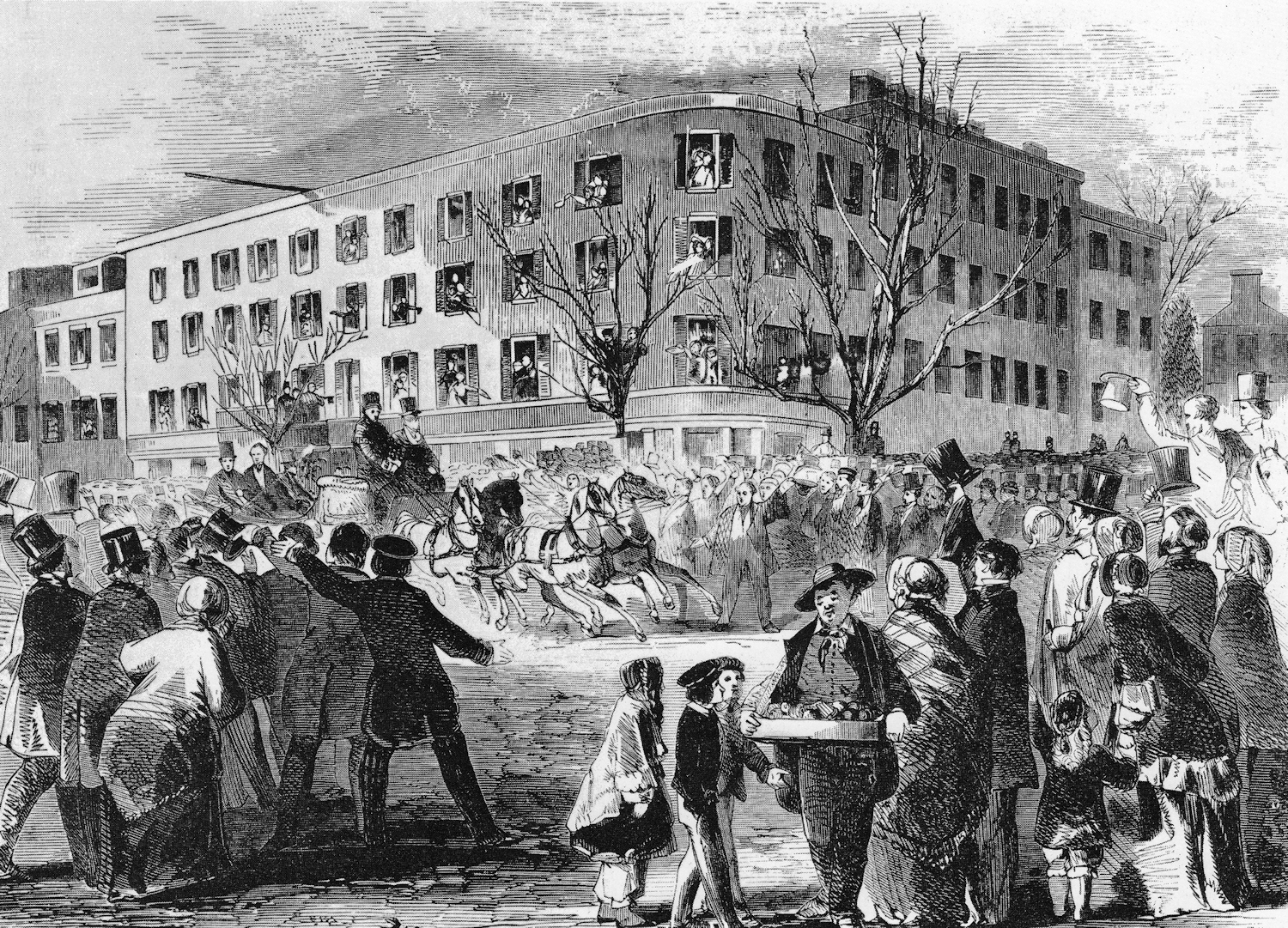
Франклин Пирс направляется в Капитолий